# Bambusicola
Bambusicola Gould, 1863 è un genere di uccelli appartenente all'ordine dei Galliformi. Comprende tre specie note comunemente come «pernici del bambù», originarie dell'Asia orientale e sud-orientale. Talvolta la specie originaria di Taiwan, che è stata introdotta anche in Giappone, viene considerata una sottospecie della pernice del bambù della Cina.

## Descrizione
Le pernici del bambù, con una lunghezza del corpo di circa 25-32 cm, hanno dimensioni paragonabili a quelle di una starna eurasiatica. Per quanto riguarda il dimorfismo sessuale del piumaggio, esso non è molto marcato, ma i maschi presentano uno sperone tarsale assente nelle femmine. La coda cuneiforme, relativamente lunga, è costituita da 14 penne rettrici.

## Tassonomia
Il genere comprende le seguenti specie:
- Bambusicola fytchii Anderson, 1871 - pernice del bambù montana, originaria dell'India nord-orientale, della Cina meridionale e dell'Indocina settentrionale;
- Bambusicola thoracicus (Temminck, 1815) - pernice del bambù della Cina, originaria della Cina orientale, ma introdotta anche in Giappone;
- Bambusicola sonorivox Gould, 1863 - pernice del bambù di Taiwan, endemica dell'isola omonima e introdotta, come la specie precedente, in Giappone.